# Weissia ovatifolia
Weissia ovatifolia är en bladmossart som beskrevs av Harald Kürschner 1995. Weissia ovatifolia ingår i släktet krusmossor, och familjen Pottiaceae. Inga underarter finns listade i Catalogue of Life.